# Ion Pitulescu
Ion Pitulescu este un general (în rezervă) de poliție român, fost Șef al Poliției Române în perioada 1995 - 1997. 
A fost membru al Partidului Umanist Român în perioada 2002 - 2004, fiind ales consilier județean în Consiliul Județean Hunedoara pe listele acestui partid la alegerile locale din iunie 2004. A părăsit acest partid în octombrie 2004, invocând ca motiv alianța PUR cu Partidul Social Democrat, dar a rămas consilier județean independent.
În anul 2006, Pitulescu s-a înscris în Partidul Popular Creștin Democrat
, dar în ianuarie 2007 a demisionat din acest partid, în urma alegerii lui Marian Petre Miluț ca președinte al PPCD. 
Începând din februarie 2007, Pitulescu este președintele organizației Deva a Partidului Liberal Democrat. 
Pitulescu este lector la Facultatea de Științe Juridice din Universitatea de Vest Vasile Goldiș din Arad și membru în Consiliul Director al asociației Societatea Ateneul Român - Universitatea Ecologică "Traian" din Deva. 
În ianuarie 1996 a publicat la Editura Național cartea Al treilea război mondial: Crima organizată (ISBN 9739-77683-3).